# Björkholmtjärnarna
Björkholmtjärnarna är en sjö i Överkalix kommun i Norrbotten och ingår i Kalixälvens huvudavrinningsområde.